# Lampre (wielerploeg)/2003
Deze pagina geeft een overzicht van de Lampre-wielerploeg in 2003.

## Algemeen
Sponsor: Lampre (staalfabrikant)
Algemeen manager: Giuseppe Saronni
Ploegleiders: Fabrizio Bontempi, Pietro Algeri, Maurizio Piovani, Brent Copeland
Fietsmerk: Wilier Triestina

## Renners
| Naam                  | Geboortedatum | Nationaliteit       | Ploeg 2002      |
| --------------------- | ------------- | ------------------- | --------------- |
| Sergio Barbero        | 17-01-1969    | Italië              |                 |
| Wladimir Belli        | 25-07-1970    | Italië              | Fassa Bortolo   |
| Rubens Bertogliati    | 09-05-1979    | Zwitserland         |                 |
| Simone Bertoletti     | 25-08-1974    | Italië              |                 |
| Francesco Casagrande  | 14-09-1970    | Italië              | Fassa Bortolo   |
| Alessandro Cortinovis | 11-10-1977    | Italië              |                 |
| Juan Manuel Gárate    | 24-04-1976    | Spanje              |                 |
| Milan Kadlec          | 13-10-1974    | Tsjechië            |                 |
| Alberto Loddo         | 05-01-1979    | Italië              |                 |
| Gabriele Missaglia    | 24-07-1970    | Italië              |                 |
| Luciano Pagliarini    | 18-04-1978    | Brazilië            |                 |
| Mariano Piccoli       | 11-09-1970    | Italië              |                 |
| Marco Pinotti         | 25-02-1976    | Italië              |                 |
| Manuel Quinziato      | 30-10-1979    | Italië              |                 |
| Eddy Ratti            | 04-04-1977    | Italië              | Mapei-QuickStep |
| Daniele Righi         | 28-03-1976    | Italië              | Index Alexia    |
| Raimondas Rumsas      | 14-01-1972    | Litouwen            |                 |
| Maximilian Sciandri   | 15-02-1967    | Verenigd Koninkrijk |                 |
| Marco Serpellini      | 14-08-1972    | Italië              |                 |
| Zbigniew Spruch       | 13-12-1965    | Polen               |                 |
| Ján Svorada           | 28-06-1968    | Tsjechië            |                 |
| Francisco Vila        | 11-10-1975    | Spanje              | iBanesto.com    |

## Belangrijke overwinningen
| Ronde van Qatar 1e etappe: Alberto Loddo Eindklassement: Alberto Loddo Ronde van Langkawi 2e etappe: Luciano Pagliarini 3e etappe: Luciano Pagliarini 4e etappe: Luciano Pagliarini Ronde van Rhodos 1e etappe: Ján Svorada Ronde van de Algarve 2e etappe: Alberto Loddo Clásica de Almería Luciano Pagliarini Ronde van Murcia 1e etappe: Ján Svorada Internationale Wielerweek 1e etappe, deel A: Ján Svorada Ronde van Baskenland 4e etappe: Marco Pinotti | Ronde van Romandië 1e etappe: Simone Bertoletti Euskal Bizikleta 4e etappe, deel A: Francesco Casagrande Ronde van Zwitserland 3e etappe: Francesco Casagrande 5e etappe: Francesco Casagrande GP Città di Camaiore Marco Serpellini Coppa Agostoni Francesco Casagrande Coppa Bernocchi Sergio Barbero Trofeo Melinda Francesco Casagrande Japan Cup Sergio Barbero |

Mannen:1991 · 1992 · 1993 · 1994 · 1995 · 1996 · 1997-1998 · 1999 · 2000 · 2001 · 2002 · 2003 · 2004 · 2005 · 2006 · 2007 · 2008 · 2009 · 2010 · 2011 · 2012 · 2013 · 2014 · 2015 · 2016 · 2017 · 2018 · 2019 · 2020 · 2021 · 2022 · 2023 · 2024 · 2025
Vrouwen:2022 · 2023 · 2024 · 2025